# ملیکه العاصمی
مَلیکه احمد العاصِمی (۲۳ دسامبر ۱۹۴۶) شاعر، دانشگاهی، نویسنده و سیاستمدار مغربی است. در شهر مراکش به دنیا آمد. در دانشکدهٔ ادبیات در دانشگاه محمد پنجم، دانشگاه القاضی و مؤسسهٔ دانشگاهی تحقیقات علمی در رباط تدریس کرد. به مدت ۱۶ سال معاون شهردار مراکش بود. در ۱۹۷۳ روزنامه و مجلهٔ «الاختیار» را تأسیس کرد و مدیریت می‌کند که نخستین زنی که در مغرب روزنامه منتشر کرد. آثارش میان سرودن شعر و پژوهش دربارهٔ مسائل زنان تقسیم شده است. او همچنین به خاطر مبارزاتش برای حقوق زنان، دربارهٔ وضعیت زنان مغرب و عرب در مواجهه با تهدیدات بنیادگرایان شناخته شده است.

## زندگی و پیشه
ملیکه بنت احمد بن حسن العاصمی در ۲۳ دسامبر ۱۹۴۶ در شهر مراکش در خانواده‌ای برجسته به دنیا آمد. پدرش اولین کسی در مغرب بود که در سال ۱۹۴۶ مدرسه‌ای دخترانه به نام الفاضیله تأسیس کرد. پیش از تأسیس این مدرسه، کتابخانهٔ الشعب را تأسیس کرد که کتاب‌ها، روزنامه‌ها و مجلات مشرقی را از طریق پست انگلیسی می‌آورد. عمویش عبدالقادر حسن العاصمی از پیشگامان شعر مدرن در مغرب بود که در سال ۱۹۳۶ مجموعه اشعار خود را با عنوان «رؤیاهای سپیده‌دم» منتشر کرد که اولین مجموعه شعر منتشر شده در آن کشور بود.پسرعمه‌اش مبارک الغراس، نیز شاعر بود که بعدها در دبیرستان معلم او شد. ملیکه از کودکی با شعر و ادبیات روبرو شد، اولین کتابی که در کتابخانهٔ منزلشان خواند، دیوان شعر الاخطل الصغیر بشارة الخوری بود.
لیسانس ادبیات عرب و مدرک مطالعات تطبیقی ادبی و زبانی دارد. «دایرة المعارف فرهنگ عامه، اساطیر مراکش و قصه‌های زنان مراکش» پایان‌نامهٔ دانشگاهی اوست که شامل شش جلد است که دو جلد آن مطالعاتی و بقیه متونی است که او گردآوری و ویرایش کرده است.وی مدرک فوق لیسانس خود را از دانشکدهٔ ادبیات و علوم انسانی رباط اخذ کرد در سال ۱۹۶۷ به دانشگاه محمد پنجم و در سال ۱۹۸۰ به دانشگاه القاضی عیاض پیوست و سپس از سال ۱۹۸۵ در مؤسسهٔ دانشگاهی تحقیقات علمی در دانشگاه محمد پنجم، استاد شد.در اوایل دههٔ ۱۹۷۰، در سال ۱۹۷۳ روزنامه و سپس مجلهٔ «الاختیار» را منتشر کرد که از این رو، نخستین زنی است که در مغرب روزنامه منتشر کرد.در سردبیری مجله «الثقافه المغربیه» مشارکت داشت. سمت‌های آموزشی او شامل: استاد آموزش متوسطه، مراکش، ۱۹۶۴–۱۹۶۷؛ استاد دانشکدهٔ ادبیات و علوم انسانی، دانشگاه محمد پنجم، رباط، ۱۹۶۷–۱۹۷۰؛ استاد آموزش متوسطه در مراکش ۱۹۷۰–۱۹۷۳؛ مدیر دبیرستان در مراکش ۱۹۷۳–۱۹۸۰؛ استاد دانشکدهٔ ادبیات و علوم انسانی، دانشگاه قاضی عیاش، مراکش، ۱۹۸۰–۱۹۸۵؛ استاد پژوهشی مؤسسهٔ دانشگاهی تحقیقات علمی، دانشگاه محمد پنجم، ۱۹۸۵ می‌باشد.
العاصمی در دنیای سیاست، ۱۶ سال از ۱۹۷۶ تا ۱۹۹۲ معاون شهردار مراکش و از سال ۱۹۹۲ تا ۲۰۱۱ عضو شورای شهرداری مراکش بود. او به عنوان یکی از اعضای منتخب شورای شهرداری، مسئول امور فرهنگی، آموزشی، بهداشتی و ورزشی بوده است. از سال ۱۹۹۷ تا ۲۰۱۱ نمایندهٔ مجلس، و از سال ۱۹۹۲ تا ۲۰۱۱ به عنوان عضو کمیته اجرایی حزب استقلال انتخاب شد. همچنین به اشکال مختلف در عرصهٔ عمومی فعال است. عضو اتحادیه نویسندگان مراکش از سال ۱۹۶۵ است.در سال ۱۹۸۷ نخستین مجموعه شعر خود را با عنوان «نوشته‌هایی بیرون دیوار دنیا» چاپ کرد و اولین زنی است که مجموعه شعری در مغرب منتشر کرده است.
ملیکه عاصمی در طول حرفهٔ خود توانسته است تجربهٔ خود را در صحنهٔ فرهنگی مغرب تثبیت کند و دیدگاه‌ها، تجربیات، پرسش‌ها و مسائل خود را در شعر مدرن حک کند. او علاوه بر حرفهٔ خلاقانهٔ ادبی، از طریق فعالیت سیاسی و اجتماعی خود به شهرت رسید. دارای علایق فکری و علمی متفاوتی است و در زمینهٔ مطالعات فرهنگی و فولکلور، مطالعات فکری، سیاسی، اجتماعی، مردم‌شناسی و انتقادی و همچنین مسائل خلاقیت و نوسازی، توسعه، محیط زیست و اشتغال فعالیت می‌کند.در ۱۳ مارس ۲۰۱۲ بیت الشعر در مغرب، در کتابخانهٔ ملی در رباط به عنوان «پیشرو در مسیر زنانه‌سازی رودخانه شعر مغرب و نامی پیشگام در خلق مدرنیتهٔ شعری برای شعر مغربی از دههٔ هفتاد قرن گذشته» تجلیل کرد. در دومین نشست جشنواره بین‌المللی شعر مراکش در ۱۱ آوریل ۲۰۱۵، از وی تجلیل شد. آثار شعری کامل او در سال ۲۰۰۹ از سوی وزارت فرهنگ مغرب در رباط چاپ شد.

## آثار
از جمله مجموعه شعرهای وی:
- كتابات خارج أسوار العالم: دار الشؤون الثقافیة العامة، بغداد، ۱۹۸۷.
- أصوات حنجرة ميتة: کتاب العلم، رباط، ۱۹۸۹.
- شيء له أسماء: المؤسسة العربیة للإبداع والنشر، رباط، ۱۹۹۷.
- دماء الشمس وبورتريهات لأسماء مؤجلة: دار الثقافة للنشر والتوزیع، دارالبیضاء، ۲۰۰۱.
- أشياء تراودها: منشورات بیت الشعر فی المغرب، ۲۰۱۵.

کتاب‌های او:
- المرأة واشكالية الديموقراطية: قراءة في الواقع والخطاب: أفریقیا الشرق، دارالبیضاء، ۱۹۹۱.
- جامع الفناء، جامع الكتبيين: المطبعة الوراقة الوطانیة، دارالبیضاء، ۱۹۹۳.
- نحن وأسئلة المستقبل: منشورات الزمن، رباط، ۲۰۰۱.
- كتاب العصف: ۲۰۰۸.
- صورة المرأة في الموروث الشعبي المغربي: دار الثقافة للنشر والتوزیع، دارالبیضاء، ۲۰۱۰.
- موسوعة الثقافة الشعبية والميثولوجيا المغربية وحكايات نساء مراكش: انتشارات دانشکده ادبیات و علوم انسانی رباط، ۲۰۱۴.
- حدائق مراكش المجال والإنسان: خودناشر، مراکش، ۲۰۱۳.
- فتيات ونساء مراكش: رائدات النهضة المغربية: مؤسسهٔ آفاق، مراکش، ۲۰۱۳.
- ‏موسوعة حضارة مراكش بين زمنين: دار أبی رقراق للطباعة والنشر، رباط، ۲۰۱۹.